# 變餘結構 (行星天文學)

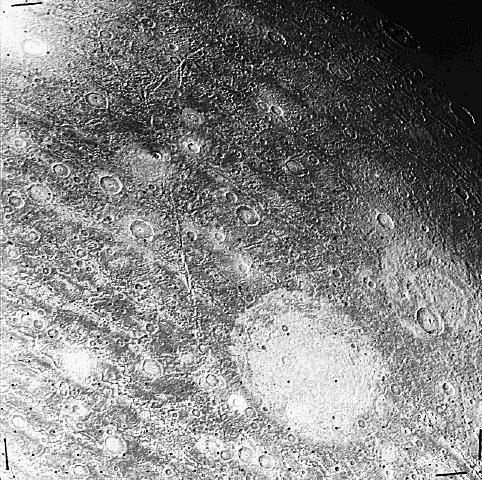
航海家2號拍攝的木衛三上的孟菲斯光斑（右下角白色區域）即為變餘結構。

行星科學中的變餘結構是指在外太陽系冰衛星上的古老撞擊坑地形因為衛星冰外殼的潛變（黏性鬆弛）或後續的冰火山噴發而消失的狀況，因此這種地形又常被稱為 "幽灵陨石坑"。而撞擊坑消失後會留下圓形的反照率特徵，或者可稱為撞擊坑環的遺跡。木衛三和木衛四等冰衛星上的環狀區域被認為是地質演化史上的遺跡。

## 範例
變餘構造的典型範例有木衛三上的孟菲斯光斑，寬340公里。